# Дубинский, Яков Абрамович
Я́ков Абра́мович Дуби́нский (20 января [1 февраля] 1895, Феодосия, Таврическая губерния — 13 октября 1958, Бахчисарай, Крымская область) — советский археолог, потомственный смотритель крепости Чуфут-Кале и основатель Музея пещерных городов (Историко-Археологического музея Юго-Западного Крыма). Внёс вклад в сохранение и изучение культурного наследия караимов.

## Биография
Родился в 1895 году в Феодосии. Окончил бахчисарайское четырёхклассное городское училище. Отец — Абрам Семёнович Дубинский (1860, Троки — 1928), с 1907 года был смотрителем Чуфут-Кале, в январе 1919 года утверждён младшим газзаном и настоятелем Соборной кенассы Чуфут-Кале, а его сын Яков — исполняющим обязанности шаммаша.
В молодости заинтересовался археологией. С 1928 года активно участвовал в большинстве разведок и раскопок в юго-западном нагорье Крыма, сделав немало ценных для археологии открытий: Бельбекского и Тибертинского могильников, могильника близ Баштановки (Пычки) и Чуфут-Кале, раскопками которого занимался Институт истории материальной культуры Академии наук СССР.
С 1936 года начал работу в Севастопольском музейном объединении, ведавшим охраной и изучением основных археологических объектов Юго-Западного Крыма. Принимал активное участие в раскопках ИИМК АН СССР на плато Эски-Кермена в 1937 году и Мангупа в 1938 году.
Был одним из создателей Историко-Археологического музея Юго-Западного Крыма (Музея пещерных городов), в основу которого легли материалы раскопок Эски-Кермена и Мангупа. Вместе с директором Музея пещерных городов Э. А. Дубинской фактически создал комплекс памятников из одиннадцати «пещерных городов», следил за порядком охраны заповедных территорий, устанавливал границы их территорий и охранные доски.
В годы Великой Отечественной войны, выполняя поручение партии, с опасностью для жизни охранял музейные ценности, спрятанные в пещерах Чуфут-Кале. С 1945 года участвовал в восстановлении экспозиции музея. В 1946 году был участником Бахчисарайского отряда Тавро-Скифской экспедиции ИИМК и принимал участие в раскопках открытого им раннесредневекового могильника близ Чуфут-Кале в 1948—1950 годах. Являлся одним из организаторов Инкерманской экспедиции Крымского филиала АН СССР и Музея пещерных городов, а в 1951 году — Гурзувитской экспедиции ИИМК.
Умер 13 октября 1958 года в Бахчисарае. Похоронен на кладбище в Иосафатовой долине у Чуфут-Кале.

### Семья
Имел четверо детей:
- Илья Яковлевич Дубинский (1921, Бахчисарай — 2004[8]) — участник Великой Отечественной войны, кавалер Ордена Отечественной войны I степени, после войны работал шофёром скорой помощи.
- Софья Яковлевна Дубинская — в замужестве Зайцева, жила в с. Табачном.
- Михаил Яковлевич Дубинский — участник Великой Отечественной войны, работал водителем и автомехаником.
- Людмила Яковлевна Дубинская — в замужестве Сенчук, работала диспетчером в АТП.